# Jan Huylebroeck
Jan Huylebroeck (Oostende, 7 september 1956) is een Belgische pianist, paukenist en componist.

## Biografie
Jan Huylebroeck studeerde aan het Koninklijk Muziekconservatorium van Gent waar hij zes einddiploma's behaalde. Hij startte in 1976 als pianoleraar-pianobegeleider aan het Stedelijk Conservatorium van Oostende maar gaf de carrière vanaf 1985 een andere wending. Hij besloot, binnen het kader van het deeltijds kunstonderwijs, vanaf dan niet langer les te geven maar zich te specialiseren in pianobegeleiding. Sinds 1979  is hij pianobegeleider aan het Stedelijk Conservatorium Brugge, waar hij ook het klavecimbel en het orgel als begeleidingsinstrument gebruikt. Jan Huylebroeck nam vanaf september 1995 in het DKO een sabbatperiode op om tijdelijk dirigent-muziekleider bij het Koninklijk Ballet van Vlaanderen (afdeling Musical) te worden, maar besloot in januari 1997, na enkele zeer geslaagde musicalproducties zoals Sound of Music, Chess, en Sacco & Vanzetti, toch terug te keren naar het Brugse DKO, waar hij op 1 oktober 2016 met pensioen ging. Het concertleven echter, gaat onverminderd door.
Ondertussen was hij, eveneens in 1975, als paukenist in het voormalige West-Vlaams Orkest gestart, om er in 1985 ontslag te nemen. De ontdekking van periodische instrumenten was liefde op het eerste gezicht. Een eerste set historische pauken werd aangekocht en gerestaureerd. Hij werd een pionier in het hybride gebruiken van deze instrumenten: d.w.z. historische pauken met natuurvellen bespelen in orkesten met moderne instrumenten: Collegium Instrumentale Brugense bij Patrick Peire en Simfonia en Prima La Musica met Dirk Vermeulen, iets wat nu, in samenspel met natuurtrompetten, in grote orkesten gemeengoed is geworden. In 1986 was het tijd om over te stappen naar diverse orkesten "periodische instrumenten": in 1986 eerst bij La Petite Bande met Sigiswald Kuijken, in 1990 bij Anima Eterna Brugge (met Jos Van Immerseel) en Il Gardellino (Ponseele-De Winne) alsook in het ondertussen uit het muzieklandschap verdwenen Il Fondamento met Paul Dombrecht, en vanaf 2008 bij de jonge en creatieve orkestformaties B'Rock, Bach-Plus van Bart Naessens, en bij Apotheosis van Korneel Bernolet.  De moderne pedaalpauken liet hij echter niet vallen. In september 2002 werd hij door het Symfonie Orkest Vlaanderen gevraagd om enkele maanden tijdelijk in te springen als aanvoerder slagwerk-eerste paukenist. Het werd een muzikaal vruchtbare orkestperiode van uiteindelijk 10 jaar, tot hijzelf ontslag nam in mei 2012. Hij is nog steeds paukenist-slagwerkaanvoerder bij Anima Eterna Brugge, bij B'Rock Orchestra, Il Gardellino en Apotheosis. Samenwerken met jonge beloftevolle talenten is immers een missie van Jan Huylebroeck. Hij is als paukenist te horen op vele tientallen lp's en cd's.
Hij was in 1988 eveneens stichter, muzikaal en zakelijk leider van het voormalige concertkwartet cd-Live, een toen gereputeerd begeleidingsensemble rond elektronische instrumenten voor schoolconcerten en musicaluitvoeringen, en tussen 1990 en 2000 jarenlang huisorkest voor kleine producties van het Koninklijk Ballet van Vlaanderen. cd-Live hield er in 2005 na 17 jaar en massaal veel optredens mee op.
Jan Huylebroeck was ook medeoprichter van Mannen met Baarden, een concerttrio gespecialiseerd in schoolvoorstellingen waarbij veelzijdigheid en flexibiliteit troef waren. De programma's waren een combinatie van muzikale acrobatie en muziektheater waarbij elke muzikant meerdere, soms uiteenlopende instrumenten bespeelde en daarnaast nog acteerde. Er liepen meerdere programma's, voor elke leeftijd. Deze groep is er in 2013 mee gestopt, eveneens na een massaal aantal optredens.
Als componist schrijft hij kamermuziekwerken in zeer verschillende bezettingen (steeds in opdracht): bv. werken voor brassband, voor solo-instrumenten, werken voor het muziekonderwijs, voor symfonische bezetting en ook voor elektronische instrumenten. Hij is ook muziekarrangeur voor alle instrumentbezettingen en schreef in ruim tien jaar een zeer groot aantal arrangementen voor musical. De lijst van alle werken is te vinden op zijn website.
Sinds 1972 was Jan Huylebroeck, als autodidact, eufonium en tuba (bastuba) beginnen te spelen. Veel later kwam daar bastrombone bij. Deze instrumenten bespeelde hij eerder als amateur tot hij in 2003 besloot de vrijwel onbekende historische instrumenten serpent en ophicleïde vanonder het stof te halen en daarin, eveneens als autodidact, voluit in te gaan. Nu wordt Jan Huylebroeck regelmatig als serpent- en ophicleïdespeler gevraagd in professionele orkestformaties rond historische uitvoeringspraktijk.
Jan Huylebroeck speelde op 11-jarige leeftijd in de lokale parochiekerk St.-Anna te Stene Dorp (nu Oostende) orgel en bleef dit, tot zijn verhuis na zijn toenmalige huwelijk, 12 jaar doen. Het improviseren werd daar al doende een passie. De orgelliefde echter bleef en resulteerde in het mede-organiseren van een jaarlijks orgelfestival in Oostkamp. Elke donderdag in die zomermaand wordt een internationaal gereputeerd organist, soms in kamermuziekverband, uitgenodigd te concerteren op het historisch Vlaams van Eynde-orgel uit 1717 in de St.-Pieterskerk aldaar. 2014 werd het 20-jarig lustrum. Vrij regelmatig verzorgt hij in die reeks zelf ook een orgelrecital. 
In de overblijvende vrije tijd is Jan Huylebroeck terug te vinden in de sector mobiliteit: in de luchtvaart als privé-piloot enkelmotorige sportvliegtuigen in de Noordzee Vliegclub Oostende, in de toeristische spoorsector als bestuurslid en dieseltreinbestuurder-instructeur toeristische historische treinen, tevens als hoofdtechnicus elektro-mechanica signalisatie, overwegen en seingeving in het Stoomcentrum Maldegem vzw, en als medestichter-bestuurslid buschauffeur-technicus in NostalBus vzw, een vereniging die enkele markante lijnbussen uit de tijdsspanne 1975-1990 preserveert.
Eind de jaren 70 tot de beginjaren 80 was Jan Huylebroeck ook als gebrevetteerd radio-amateur actief. Hij heeft nog steeds "ON7HI" als callsign, maar is nog slechts heel sporadisch te horen.